# Виттгенштайн (район)
Район Виттгенштайн (нем. Kreis Wittgenstein) — бывший земельный административный район Германии. В 1939–1969 годах назывался районом Виттгенштайн, или, как принято сегодня — старый район Виттгенштайн) — район в административном округе Арнсберг, существовавший с 1816 по 1974 год. При этом первоначально он принадлежал прусской провинции Вестфалия, а с 1946 года окончательно — немецкой земле Северный Рейн-Вестфалия. Уездный город — Берлебург. Правопреемником в 1975 году стал «новый» район Зиген, который с 1984 года называется районом Зиген-Витгенштейн.

## География

### Разделение территории
Бывшая территория района, которая часто используется как синоним Виттгенштайнер-Ланд, ныне разделена между городами Бад-Берлебург, Бад-Ласфе и общиной Эрндтебрюк в северо-восточной части района Зиген-Виттгенштайн, а небольшая часть территории передана городу Винтерберг в районе Хохзауэрланд.

### Население и площадь
В 1973 году в этом районе проживало около 45,5 тысяч человек, что при площади 488,66 км² составляло плотность населения 93 человека на км².

### Соседние районы
В 1974 году район Витгенштейн граничил (перечисление с севера по часовой стрелке):
- район Мешеде (Северный Рейн-Вестфалия)
- район Брилон (Северный Рейн-Вестфалия)
- земельный район Франкенберг (Гессен)
- район Биденкопф (Гессен)
- район Зиген (Северный Рейн-Вестфалия)
- район Ольпе (Северный Рейн-Вестфалия)

## История
В позднее Средневековье и в ранее новое время земля Виттгеншайнер-Ланд была частью графства Витгенштейнов и как таковая в конечном итоге была разделена по линиям Сайн-Витгенштейн-Берлебург и Сайн-Витгенштейн-Хоэнштайн. В 1806 году эти княжеские территории перешли к Гессен-Дармштадту. В это время жители двух княжества должны были платить налоги в прежнем виде старым правителям, а также должны новым правителям Гессен-Дармштадта, что привело к дополнительному обнищанию и без того экономически неблагополучного населения.
Протесты населения в такой ситуации способствовали тому, что во время реорганизации Германской конфедерации обе территории перешли к Пруссии по договору между Австрией, Пруссией и Гессен-Дармштадтом 30 июня 1816 года. Они первоначально были отнесены к административному округу Арнсберг провинции Вестфалия.
Когда провинция Вестфалия была реорганизована под руководством Людвига фон Винке, приказом королевского кабинета министров от 23 февраля 1817 года этот регион был окончательно отнесен к административному округу Арнсберг. Возникла проблема с инфраструктурой региона: в нём было очень мало дорог и путей в соседний Зауэрланд, и Пруссии пришлось понести очень большие затраты, чтобы соединить Виттгенштайн с Вестфалией. Однако захват территории Пруссией привёл к улучшению плохих условий жизни населения.
Первоначально район был разделен на 18 мэрских администраций: Берлебург, Вемлигхаузен, Бергхаузен, Доцлар, Вомельсдорф, Вингесхаузен, Гиркхаузен, Астенберг, Ласфе, Пудербах, Зассмансхаузен, Фойдинген, Банфе, Фишельбах, Эрндтебрюк, Арфельд, Шварценау и Эльзофф.
В рамках упорядочения  сельского сообщества в провинции Вестфалия в 1845 году были созданы управления. С тех пор в районе Виттгенштайн возникло два независимых города и пять управлений, в общей сложности 53 муниципалитета и две усадебные (в данном случае дворянские) администрации:
| Район Виттгенштайн (1845–1932) | Район Виттгенштайн (1845–1932) |
| Административный центр         | Населенные пункты |
| ------------------------------ | --- |
|                                | вне администрации Берлебург и Ласфе |
| Арфельд                        | Алертсхаузен, Арфельд, Беддельхаузен, Эльзофф, Рихштайн, Зассенхаузен, Шварценау, Штюнцель и Вайденхаузен |
| Банфе                          | Банфе, Бермерсхаузен, Бернсхаузен, Фишельбах, Хайлигенборн, Гербертсхаузен, Хессельбах, Хольцхаузен, Кунст-Виттгенштайн, Нидерласфе, Пудербах, Зассмансхаузен и усадебная администрация Сайн-Витгенштейн-Хоэнштайн |
| Бергхаузен                     | Ауэ, Бальде, Бергхаузен, Биркефель, Биркельбах, Доцлар, Хемшлар, Раумланд, Ринте, Вингесхаузен и Вомельсдорф |
| Эрндтебрюкк                    | Амтсхаузен, Бенфе, Эрндтебрюкк, Фойдинген, Гроссенбах, Оберндорф, Рюккерсхаузен, Рюпперсхаузен, Шамедер, Штайтбах, Фолькхольц, Вайде и Цинзе                                                                       |
| Гиркхаузен                     | Диденсхаузен, Гиркхаузен, Лангевизе, Молльзайфен, Нойастенберг, Шюльлар, Вемлигхаузен, Вундертхаузен и усадебная администрация Сайн-Витгенштейн-Берлебург                                                          |

В 1932 году усадебные администрации были упразднены, а административные центры реорганизованы. Три центра (Арфельд, Бергхаузен и Гиркхаузен) были объединены в единый центр в Берлебурге. В то же время административный центр Ласфе был сформирован из центра Банфе и южной части центра Эрндтебрюк. С тех пор район Виттгенштайн состоял из двух городов и трёх сельских администраций, в общей сложности 53 муниципалитетов:
| Район Виттгенштайн (1932–1974) | Район Виттгенштайн (1932–1974) |
| Административный центр         | Населённые пункты |
| ------------------------------ | --- |
|                                | вне администрации Берлебург und Ласфе |
| Берлебург                      | Алертсхаузен, Арфельд, Ауэ, Бальде, Беддельхаузен, Бергхаузен, Биркефель, Биркельбах, Диденсхаузен, Доцлар, Эльзофф, Гиркхаузен, Хемшлар, Лангевизе, Молльзайфен, Нойастенберг, Раумланд, Рихштайн, Ринте, Зассенхаузен, Шюльлар, Шварценау, Штюнцель, Вайденхаузен, Вемлигхаузен, Вингесхаузен, Вомельсдорф и Вундертхаузен |
| Ласфе                          | Амтсхаузен, Банфе, Бермерсхаузен, Бернсхаузен, Фойдинген, Фишельбах, Гроссенбах, Хайлигенборн, Гербертсхаузен, Хессельбах, Хольцхаузен, Кунст-Виттгенштайн, Нидерласфе, Оберндорф, Пудербах, Рюккерсхаузен, Рюпперсхаузен, Зассмансхаузен, Штайнбах, Фолькхольц и Вайде                                                      |
| Эрндтебрюкк                    | Бенфе, Эрндтебрюкк, Шамедер и Цинзе |